# Dr. Stone
Dr. Stone (стилізовано як Dr.STONE) — японська манґа, написана Інаґакі Ріїтіро та проілюстрована південнокорейським художником Боїті. З березня 2017 року по березень 2022 року вона публікувалася у журналі Weekly Shonen Jump видавництва Shueisha, розділи якого зібрано у 26 томах у форматі танкобонів. Історія розповідає про Ішіґамі Сенку, 16-річного наукового генія, який планує відновити цивілізацію після того, як людство таємничим чином скам'яніло на 3718 років.
У Північній Америці манґа була ліцензована компанією Viz Media. Shueisha почала одночасно публікувати її англійською мовою на вебсайті та в додатку Manga Plus у січні 2019 року. Аніме-адаптація виробництва TMS Entertainment транслювалася на каналі Tokyo MX з липня по грудень 2019 року. Другий сезон аніме, зосереджений на арці «Кам'яні війни», транслювався з січня по березень 2021 року. Прем'єра третього сезону відбулася у квітні 2023 року. Прем'єра спешлу під назвою «Dr. Stone: Ryusui» відбулася в липні 2022 року.
Станом на червень 2022 року тираж манґи перевищив 14 мільйонів копій. У 2019 році Dr. Stone виграла 64-ту премію манґи Shogakukan у категорії сьонен.

## Сюжет

### Пролог
У 2019 році нашої ери таємничий спалах раптово перетворив майже все людське життя в камінь. Людство застигло в камені на понад 3700 років, поки в квітні 5738 року 16-річний вундеркінд на ім'я Ісіґамі Сенку раптово не відроджується, опинившись у світі, де всі сліди людської цивілізації стерті часом. Сенку встановлює невеликий табір і починає вивчати скам'янілих людей, щоб визначити причину катастрофи, а також ліки від скам'яніння. Протягом наступних шести місяців друг Сенку Тайдзю Окі прокидається, і Сенку дізнається, що їх відродження стало можливим завдяки азотній кислоті. Завдяки цьому відкриттю вони створили сполуку, яка дозволить їм миттєво оживляти інших. Вони починають з відродження відомого шкільного майстра бойових мистецтв на ім'я Сісіо Цукаса та їх однокласниці (і коханої Тайдзю) Юзуріхи Огави з метою відбудови цивілізації, побудованої на науці.
Зрештою Цукаса виявляє, що він виступає проти ідеї Сенку про створення нової наукової цивілізації, вважаючи, що старий світ був зіпсований і не повинен бути відновлений. Натомість він бажає встановити новий світовий порядок, заснований на владі та фізичній силі, та вбити усіх скам'янілих дорослих, щоб звільнити новий світ від їх корупції. Після того, як він виманив у Сенку формулу для відродження, Цукаса намагається вбити героя, коли він зрозумів, що Сенку знає, як створити вогнепальну зброю, від якої він не може захиститися. Вважаючи спробу вбивства Сенку успішною, Цукаса йде, щоб розпочати створення власної фракції в Кам'яному світі.

### Село Ішіґамі
Одужавши після близького до смерті досвіду, Сенку відкриває плем'я людей, які вже живуть на планеті, і бачить у цьому можливість створити своє Королівство Науки. Ці люди спочатку вагаються, але з часом дізнаються про користь, яку наука може принести для виживання. Сенку дружиться з розвідницею Кохаку, дослідником Хромом, малолітньою шпигункою Суйкою та іншими. Сенку працює над ліками для юної жриці Рурі, паралельно створюючи різні хімічні сполуки.
Згодом плем'я починає довіряти Сенку, і зрештою дізнається про своє минуле, коли з'ясовується, що село заснував прийомний батько Сенку Б'якуя разом із п'ятьма іншими астронавтами, які не постраждали від скам'яніння через перебування на Міжнародній космічній станції. Виявляється, Б'якуя створив «100 легенд», які передавалися в племені, в яких зашифрував для Сенку послання, знаючи, що колись він повернеться.

### Кам'яні війни
Разом зі своїми новими союзниками та друзями Королівство Науки Сенку бере участь у війні з імперією Цукаси. Після перших сутичок село вдалося відстояти, обидві сторони розходяться по своїх таборах через наближення зими. Сенку протистоїть місцевий воїн Магма.
Сенку придумує як добути метали, електрику, та врешті створити телескоп і телефон, щоб вартові миттєво могли попередити про ворогів. У той час як Цукаса оживлює дедалі більше молоді, Сенку створює вогнепальну зброю, динаміт, телескоп, та веде інформаційну війну. Воїн Хьоґа зраджує Цукасу та ранить його у вирішальний момент.
Врешті Цукаса, помираючи, погоджується на мир в обмін на те, що Сенку знайде та оживить його молодшу сестру Міраі. Королівство Науки утверджує себе як силу, з якою потрібно рахуватися.

### Джерело скам'яніння
Сенку створює холодильник, у якому зберігає тіло Цукаси, та оживлює його сестру. Магма примирюється з Сенку. Після перемоги жителі села розуміють, що Б'якуя залишив у «100 легендах» вказівку на дорогоцінні метали, які можна використовувати як каталізатори для масового виробництва рідини відродження на сусідньому острові. Щоб дістатися туди, Сенку організовує змагання з дизайну кораблів, і оживлює багатія Рюсуі, колишнього власника яхти, що стає капітаном.
Згодом виявляється, що обриси Японії надто змінилися і тому Королівство Науки будує повітряну кулю для географічної експедиції. Рюсуі винаходить гроші. Потім виникає потреба в харчових припасах, Сенку показує як готувати хліб. Також оживлюють кухаря Франсуа. Сенку створює фотоапарат, бензиновий двигун і радіо. Під час випробувального плавання виявляється, що в радіоефірі на одній частоті лунає азбукою Морзе «Чому?». Рюсуі називає джерело сигналу «Чому-мен».
Через рік селяни спускають на воду корабель «Персей», обладнаний радаром. Його команда виявляє на віддаленому острові інше село, що теж походить від астронавтів, і приймає хлопця Союза, що володіє фотографічною пам'яттю. З'ясовується, що Суйка таємно пробралася на борт. Під час висадки на шуканий острів решта людей, що лишилися на «Персеї», кам'яніють.
Дослідники зустрічають дівчину Амарилліс, Сенку та його команда довідуються від неї, що острів населений племенем, відомим як Королівство Скам'яніння. Воно володіє пристроєм, який ймовірно і є джерелом скам'яніння. Сенку завдяки друзям, які проникли в табір місцевого вождя, знаходить заховані батьком метали та створює ефективнішу речовину для оживлення. Він повертає скам'янілу команду, але Магма викрадає пістоль і відпливає на плоту. У Королівстві скам'яніння відбувається боротьба за амулет, який перетворює людей на камінь за голосовою командою. Він опиняється в міністра Ібари, що таємно узурпував владу і фактично править від імені оберненого ним на камінь вождя. Лиходій бажає виявити чужинців і скам'яніти їх. Сенку обливає себе рідиною, що рятує від скам'яніння, та протистоїть Ібарі. Врешті-решт Ібара сам кам'яніє, а амулет виявляється в Сенку.
Після звільнення Королівства скам'яніння від диктатури Ібари, обидва села святкують. Чому-мен імітує голос Сенку в спробі обернути на камінь усіх людей на Землі ще раз.

### Правда про скам'яніння
Королівство Науки з'ясовує, що Чому-мен перебуває на Місяці. Тому воно планує збудувати ракету й доставити на Місяць астронавтів. Сенку, розуміючи яка загроза там може чекати, повертає до життя Цукасу, користуючись тим, що скам'яніння лікує рани та хвороби. «Персей» відпливає до Північної Америки, щоб знайти фахівців із ракетобудування та заснувати нові міста, які виготовлять компоненти ракети.
У Америці вже існує індустріальна спільнота, очолена доктором Ксено, який вороже ставиться до Сенку. Офіцер Стенлі за допомогою шпигунки Луни захоплює «Персей», але Сенку домовляється про обмін полонених на формулу вдосконаленої рідини від скам'яніння, і організовує захоплення Ксено, щоб позбавити американців можливості далі прогресувати. Частина тікають із Ксено на катері до Південної Америки, переслідувані Стенлі, а добутий раніше амулет губиться під час сутички.
Колишня поплічниця Цукаси, Хомура, добуває амулет і передає його механіку Броді. Втікачі дістаються через Панамський канал до Бразилії, де створюють стелс-корабель, невидимий для радарів, і будують форт. Між тим стає відомо, що по Землі розкидано багато амулетів для скам'яніння, але вони неробочі. Стенлі зі своїм загоном штурмує форт. Захисники відправляють двох, Луну та Челсі, за межі форту, приймаючи програшний бій. Магма здійснює відчайдушну спробу захопити амулет, який несподівано активується за сигналом Чому-мена. Люди знову кам'яніють по всій планеті.
Минають роки і пляшка з відновлювальною рідиною, яку винесла з форту Суйка, виливається на неї. Вона оживає та впродовж ще кількох років намагається повторити речовину. Нарешті їй це вдається і вона оживлює Сенку, який створює більше рідини досконалішим способом. Коли оживлено достатньо людей, мандрівники засновують місто Суперсплав та виробляють біопаливо для нового «Персея». Ксено та Сенку починають будувати тестову ракету.
«Персей» відпливає до Іспанії та отримує повідомлення Чому-мена «Ви хочете померти?». В Барселоні мандрівники створюють кращий телескоп, а Ксано розчищає шлях через Суецький канал за допомогою ракети. Команда подорожує до Індії, де залучає на свій бік математичного генія Саї. Сенку дає завдання збудувати комп'ютер, для чого кожне місто повинне виробити деталі. Готуючи політ на Місяць, герої розуміють, що не зможуть створити апарат для повернення додому. Тому їм потрібно скористатися амулетом для скам'яніння та чекати на Місяці, поки на Землі підготують рятувальну місію. Суйка та Хром просять Саї навчити їх математики для будівництва кращої ракети, яка забезпечить повернення команди.
Подорож продовжується до Індонезії, після чого «Персей» повертається до Японії, щоб оживити тамтешніх жителів і спорудити стартовий майданчик для ракети.

### Від каменя до космосу
Після створення електронно-променевого дисплея, відеокамери та комп'ютера, дослідники вивчають як безпечно користуватися амулетом. Королівство Науки будує орбітальний супутник. Однак, запуски ракет без екіпажу виявляються невдалими. Через декілька років все-таки вдається запустити супутник, який виявляє штучну структуру на Місяці.
Щоб збудувати пілотовану ракету, потрібні складніші технології, тож Сенку будує для обміну даними кабельний інтернет між Японією, Гаваями та Америкою. Коли ракета спроєктована, для польоту обираються Рюсуі, Сенку та Кохаку, але Рюсуї потім замінює Стенлі.
На час польоту екіпаж перетворює себе на камінь. Потім Ксено приєднує до ракети виведені паралельно на орбіту модулі. Команді доводиться провести ремонт зіпсованої електронної плати. Далі астронавти кам'яніють і оживають по прибуттю до Місяця.
Чому-мен намагається саботувати місію, імітуючи голос Сенку та віддаючи шкідливі накази. Астронавти досягають мети, де виявляють хмару амулетів. Вона і виявляється Чому-меном — машинною формою життя. Чому-мен пояснює, що він шукає планети з розвиненими цивілізаціями, щоб паразитувати на них. Йому потрібні істоти, здатні будувати більше амулетів, таким чином підтримуючи та розмножуючи Чому-мена в обмін на «вічне життя» в формі каменя. Його метою було перетворити людей на камінь, щоб показати астронавтам на МКС «перевагу» такого існування, а потім використати найрозумніших людей, що працюватимуть на нього. Але подальший розвиток людей розчарував Чому-мена. Згодом він вважав придатним для свого відтворення Королівство Скам'яніння, хибно зрозумівши ненавмисно створені ними радіохвилі, тому послав свої частини їм. Однак, паразит скоро усвідомив, що люди не хочуть «вічного життя», тому запитував «Чому?» і «Ви хочете померти?». В земній атмосфері всі амулети, крім одного (який зберігався в вакуумній капсулі), зіпсувалися.
Вислухавши пояснення, Сенку пропонує Чому-мену особисту зустріч. Чому-мен приймає рішення обернути на камінь людей ще раз, однак Сенку радить йому використати технології для створення чогось разом. Один амулет проявляє індивідуальність і погоджується. Решта покидають Місяць. Єдиний пристрій, що лишився, цікавиться в людей, чому їм не подобається скам'яніння — і отримує зовсім різні відповіді. Астронавти безпечно повертаються на Землю, здійснюють посадку на воду та потрапляють на корабель «Персей».
Через декілька років світ відновлюється, міста відбудовуються, між континентами курсують літаки. Сенку повертається до роботи над пристроєм, який будував ще в школі. Це виявляється машина часу, за допомогою якої Сенку планує врятувати всіх людей, які не пережили 3700 років скам'яніння, та амулети. Ксено зазначає, що науковці лише надсилатимуть інформацію в минуле.

### 4D наука
Сенку переживає аварію літака, в якій люди виживають завдяки амулету. Потім Сенку розповідає про свої плани міжпланетних польотів. Випробування машини часу, попри скепсис інших науковців, виявляються вдалими. Суйка пропонує проєкт космічного ліфта, щоб збудувати місто на Місяці. Для цього використовуються невідомі раніше властивості каменю, на який оберталися люди. Рюсуї проте розкриває, що амулет обманув людей, підробивши тестове повідомлення з майбутнього. Амулет зізнається, що хотів об'єднати людство для своїх цілей і обіцяє, що в разі успішної роботи машини часу, перетворить батька Сенку, Б'якую, на статую в останню мить його життя, таким чином урятувавши. Королівство Науки вирішує розкопати його могилу, щоб пересвідчитися чи буде там статуя. Результат лишається невідомим.

## Виробництво
Інаґакі Ріїтіро почав працювати над Dr. Stone з ідеєю створити головного героя, який вважався б нормальним персонажем в плані фізичних характеристик, на відміну від багатьох інших у цьому жанрі. Він вирішив, що найкращим архетипом Сенку буде амбітний персонаж, який активно і важко працює заради досягнення власних цілей. Інаґакі також створив героя на основі персонажа Конґо Аґона зі своєї минулої манґи Eyeshield 21 з точки зору особистості та характеристик, і вважав, що такий вибір підходить для вибраного сеттингу. У дитинстві Інаґакі був особисто зачарований темою науки і прагнув створити науково обґрунтовану та реалістичну історію для розважальних цілей, яка при цьому містила б загальні теми та повідомлення, що були б переконливими для аудиторії. Стосовно впливу, Інаґакі заявив, що манґа Video Girl Ai мала значний вплив на розвиток історії.
Інаґакі працює віддалено зі своїм ілюстратором Боїті, у якому перший надсилає власноруч створені розкадровки останньому через власного редактора. На той час, коли пара почала працювати над манґою, Інаґакі вже був добре знайомий із роботами Боїті як художника, але спочатку автору було важко висловлювати свої ідеї так, щоб їх проілюстрував його співавтор, часто не знаючи, як намалювати деякі винаходи Сенку і як зробити їх вражаючими. Розробляючи обстановку для манґи, Боїті захоплювався уявленням про те, як створити вигляд футуристичної Японії через 3700 років після перетворення людства на камінь. Він зупинився на ідеї створити величезний прекрасний світ, у якому природа Японії залишиться незаплямованою через втрату впливу людства. Коли його запитали про наукову точність, Інаґакі розповів, що він і Боїті проводили дослідження на цю тему під час розробки манґи, а також отримували допомогу від консультанта.

### Аніме
Режисер Іїно Сінья зазначив, що однією з проблем адаптації манґи до анімації було визначення того, як задній фон буде виглядати в іншому середовищі. Далі він заявив, що Боїті надав свою допомогу, надіславши власні грубі ескізи, щоб полегшити процес адаптації. Іїно також заявив, що тема науки, представлена в манзі, сильно привернула його увагу, оскільки ця тема не була представлена в багатьох інших сьонен-серіях.

## Медіа

### Манґа
Написаний Інаґакі Ріїтіро Інаґакі та проілюстрований Боїті, Dr. Stone дебютував у журналі манґи Weekly Shonen Jump 6 березня 2017 року. Це була одна з багатьох пропозицій історії, які Інаґакі приніс своєму редактору, який обрав цю, бо не мав уявлення, як вона розвиватиметься. До Боїті, який шукав історію для роботи, звернулися приблизно в той час, коли Інаґакі (шанувальник його мистецтва) закінчив розкадрування третьої глави. Манґа завершилася 7 березня 2022 року. Shueisha зібрала 232 окремі глави в двадцять шість томів у форматі танкобонів, випущених між 7 липня 2017 року і 4 липня 2022 року. Додатковий розділ був опублікований 4 липня 2022 року. Вихід 27-го танкобону запланований на 4 квітня 2024 року.
На з'їзді фанатів аніме під назвою Anime Boston Viz Media оголосила про свою ліцензію на публікацію манґи англійською мовою, а перший том був опублікований у вересні 2018 року. Одночасно з цим Shueisha почала публікувати манґу англійською мовою на веб-сайті та в додатку Manga Plus у січні 2019 року.
Додатковий випуск із дев'яти глав Dr. Stone Reboot: Byakuya публікувався у Weekly Shonen Jump з 28 жовтня по 23 грудня 2019 року. 4 березня 2020 року цей том було випущено у форматі танкобону. Viz Media опублікувала його 2 березня 2021 року. Спин-оф із трьох глав Dr. Stone: 4D Science, дія якого відбувається після фіналу основної серії, публікувався у Weekly Shonen Jump з 6 листопада по 25 грудня 2023 року.

### Аніме
Створення аніме-адаптації манґи було оголошено в 51-му випуску Weekly Shonen Jump 19 листопада 2018 року. Над аніме працювала студія TMS Entertainment, режисером був Іїно Сінья, сценаристом Кідо Юітіро, а дизайном персонажів займався Іваса Юко. Музику до адаптації написали Като Тацуя, Цуцумі Хіроакі та Канесака Юкі. Аніме транслювалося з 5 липня по 13 грудня 2019 року на Tokyo MX та інших каналах. Усього було 24 епізоди. Перша початкова тема: «Good Morning World!» від Burnout Syndromes, а першою завершальною темою серіалу є «Life» від Rude-α. Другою вступною темою є «Sangenshoku» від Pelican Fanclub, а другою завершальною темою серіалу є «Yume No Youna» від Saeki YouthK.
Другий сезон аніме був оголошений після фіналу першого. Він зосереджується на історії арки «Кам'яні війни» із манґи. Другий сезон під офіційною назвою Dr. Stone: Stone Wars транслювався з 14 січня по 25 березня 2021 року і складався з 11 епізодів. Початковою темою є «Rakuen» від Fujifabric, а завершальною темою «Koe?» від Hatena.
Продовження аніме було оголошено після виходу останнього епізоду другого сезону. Під час заходу Jump Festa 2022 було оголошено, що прем'єра третього сезону відбудеться у 2023 році. 10 липня 2022 року відбулася прем'єра спеціального телевізійного епізоду під назвою Dr. Stone: Ryusui, який присвячений персонажу Нанамі Рюсуї. Режисером спецепізоду став Мацусіта Сюхей, а решта основного складу творчої групи повернулася з минулих сезонів. Після виходу в ефір спеціального випуску стало відомо, що третій сезон буде мати назву Dr. Stone: New World, а Мацусіта повернувся до режисури. Аніме складається з двух частин (такий порядок виходу серій називається «спліт-кур»), перша частина, що складається з одинадцяти серій, транслювалася з 6 квітня до 15 червня 2023 року. Її початковою темою є «Wasuregataki» від Хьюї Ісідзакі, а завершальною «Where Do We Go?» від Okamoto's. Друга частина транслювалася з 12 жовтня до 21 грудня 2023 року, і також складається з одинадцяти серій. У цій частині сезону початковою темою є «Haruka» від Рюдзіна Кійосі, а завершальною є «Suki ni Shinayo» від Anly.
Відразу після завершення третього сезону було оголошено четвертий і останній сезон під назвою Dr. Stone: Science Future.
Аніме транслюється компанією Crunchyroll по всьому світу за межами Азії, а Funimation створила дубляж. Medialink володіє ліцензією на аніме у Південно-Східній Азії, транслюючи його на каналі iQIYI та Ani-One Asia на YouTube. Англійський дубляж аніме почав транслюватися на програмному блоці Adult Swim Toonami 25 серпня 2019 року. Прем'єра другого та третього сезонів Dr. Stone відбулася на Toonami 16 травня 2021 року та 4 червня 2023 року відповідно.

### Гра
У грудні 2020 року було оголошено, що гра для смартфонів, заснована на манзі, буде випущена в 2021 році. Гра розроблялася Poppin Games Japan і повинна була бути стратегією з елементами пісочниці, рольових відеоігор і симулятора життя.

## Відгуки та критика

### Манґа
Dr. Stone виграв 64-ту премію манґи Shogakukan у категорії сьонен у 2019 році. Манґа посіла друге місце на четвертій премії Next Manga Award у 2018 році. Dr. Stone разом із Keep Your Hands Off Eizouken! посів 15 місце у списку найкращої манґи 2018 року для читачів чоловічої статі від Kono Manga ga Sugoi!. У 2019 році у тому ж рейтингу манґа зайняла 17 місце, поряд із Sweat and Soap і Heterogenia Linguistico. Dr. Stone був одним із рекомендованих журі творів у відділі манґи на 21-му Japan Media Arts Festival у 2018 році. Манґа була номінована на 54-ту премію Сейун у категорії «Найкращий комікс» у 2023 році.
У квітні 2021 року тираж манґи перевищив 10 мільйонів копій; і понад 14 мільйонів примірників у червні 2022 року. В опитуванні TV Asahi Manga Sosenkyo 2021 року, у якому 150 000 людей проголосували за 100 найкращих серій манґи, Dr. Stone посів 100 місце. Barnes & Noble включили Dr. Stone до свого списку «Наша улюблена манґа 2018 року».
Ніколас Дюпрі з Anime News Network включив Dr. Stone до свого списку «Найбільш недооцінена манґа Shonen Jump». Дюпрі написав, що серія «наповнена напрочуд точними фактами про хімію та техніку», додатково прокоментувавши: «Тонни манги Jump можуть виголошувати пристрасні промови про силу дружби чи рішучості, але лише доктор Стоун може зробити те саме для сили лампочки». Манґа також була добре сприйнята через те, наскільки оригінальною була її передумова порівняно з багатьма іншими в постапокаліптичному жанрі. Сенку отримав похвалу за те, наскільки оригінальним він був як головний сьонен-герой, насамперед через те, що він значною мірою покладався на свій інтелект, а не на фізичну силу.

### Аніме
У листопаді 2019 року Crunchyroll включив Dr. Stone до свого «Топ-25 найкращих аніме 2010-х років». IGN також включив Dr. Stone до списку найкращих аніме-серіалів 2010-х років. Gadget Tsushin включила крилату фразу Сенку англ. «This is exhilarating!» (укр. Це хвилює!) в їхній список модних аніме-слів 2019 року. У 2019 році Dr. Stone був восьмим аніме-серіалом за кількістю переглядів на Netflix у Японії. У 2020 році Сенку виграв категорію «Найкращий протагоніст» на 4-й церемонії Crunchyroll Anime Awards. Другий сезон похвалили за його темп і те, як йому вдалося завершити суперництво Сенку та Цукаси. Його також відзначили як наукову точність. Кері Байрон з «Руйнівників міфів» високо оцінила наукову точність, представлену в аніме, а також відзначила деяку свободу, яку дозволили собі творці. Вона також прокоментувала, що характер Сенку багато в чому схожий на членів її команди.